# 嶺南摭怪
《嶺南摭怪》（越南语：／），又稱為《嶺南摭怪列傳》，越南古代書籍，用漢語文言文編成。內容以民間流傳的神話故事為主。原作者不詳，相傳由陳世法（Trần Thế Pháp）所撰，而書中的神話故事早在李陳時期已經出現。到15世紀末，出現了武瓊、喬富修訂校正的兩卷二十多篇故事版本。

## 成書過程
《嶺南摭怪》全書，並非出於一位作者的手筆，亦非寫成於一個時段，而主要是由越南、中國的神話傳說，以及少量的印度神話匯集而成。

### 來源
《嶺南摭怪》是古代越南流傳的一本傳說故事集，最初的作者及編寫時間等情況都不詳。15世紀時，越南學者武瓊對該書進行修訂校正時，就對它的來源作出猜測：「蓋其草創於李、陳之鴻生碩儒，而潤色於今日好古博雅之君子者矣。」他認為，該書在李陳時代已出現雛型，再經後來的文人潤色而成的。
另外，亦有說法指，該書較早時期的編纂者，是一位名叫陳世法的人。可是，陳世法生活在何時郤不能確知，而他的《嶺南摭怪》的原本也沒有流傳下來。

### 資料取材

#### 越南民間習俗及傳說方面
《嶺南摭怪》裡，包含了一些越南古代習俗及民間傳說故事。武瓊說，自上古時代以來的事跡，「其幸存而不泯者，特民間之口傳耳。」不論這些故事所反映的事情有多古遠，但或多或少地以口耳相傳的方式保存下來，成為該書的取材之一。書中的《檳榔傳》、《蒸餅傳》等篇，就反映古代習俗及傳說。

#### 中國傳奇故事及印度神話方面
《嶺南摭怪》亦有相當大部份的內容，來自中國傳奇故事，如《越井傳》取材自唐代、宋代時的《才鬼記》及元代吳來的《南海古迹記》；《金龜傳》裡的安陽王築螺城情節，取材自中國巴蜀地區的傳說；《鴻龐氏傳》裡的涇陽王取洞庭君之女的情節，則取材自《柳毅傳書》；秦代阮翁仲威振匈奴的故事，則被搬入《嶺南摭怪》裡的《李翁仲傳》。
另外，《嶺南摭怪》的部份內容，是淵源自印度的神話，如《夜叉王傳》提到的胡猻精國故事，就被學者認為是印度古代史詩《羅摩衍那》的越南版本。

### 書名由來
《嶺南摭怪》這個書名裡的「嶺南」，是指五嶺山脈以南。中國學者戴可來指出，《嶺南摭怪》中大部份故事都受中國影響或來源於中國，「大約正因為該書許多故事淵源於中國，廣泛流傳於五嶺山脈以南的『嶺南』地區，所以就名之曰《嶺南摭怪》。」

### 重新編纂修訂
《嶺南摭怪》流傳到15世紀末時，就由武瓊、喬富兩位學者作出了重編及修訂。

#### 武瓊的文字校訂
1492年（黎洪德壬子二十三年），武瓊對前人流傳的《嶺南摭怪》底本，進行了一次修訂工作，主要是文字的校正，及將篇幅分為兩卷，二十多篇故事。（戴可來稱是共二十三篇，《越南漢文小說叢刊》的《出版說明》則稱是二十二篇。）他在這本書的「序」裡說：「洪德壬子仲春，愚始得是傳，披而閱之，不能無魯魚陰陶之舛，於是忘其固陃，校而正之，釐為二卷，目為《嶺南摭怪列傳》，藏於家，以便觀覽。」

#### 喬富的辨證及刪繁就簡
1493年（黎洪德癸丑二十四年），另一位學者喬富又對《嶺南摭怪》作出了較大的改動。他參考了其他書籍來辨證這部書，而且刪繁就簡。他在這部書的「跋」裡說：「故愚旁考他書，附以己見，改而正之，辨證於既往，解嘲於將來，刪繁就簡，以便中笥觀覽。」

## 內容
武瓊等編成的《嶺南摭怪》版本，共有兩卷，二十多篇故事（其後，人們不斷將其他故事加插入《嶺南摭怪》。這裡以中州古籍出版社出版的《嶺南摭怪等史料三種》中的《嶺南摭怪》所收錄的二十三篇故事版本為準）：
- 卷一
  - 《鴻龐氏傳》：講述越南傳說中上古時代的鴻龐氏開國稱王的故事。
  - 《魚精傳》：講述上古時沿海地區有一「魚精」為害，「貉龍君」將之剷除的故事。
  - 《狐精傳》：講述升龍附近有「狐狸精」為害人間，「貉龍君」派水族軍團將之剿平的故事。
  - 《木精傳》：講述古時有大樹成精為害及古代越南人的辟邪習俗。
  - 《董天王傳》：講述越南傳說中，上古時代的「扶董天王」擊退「殷寇」的傳說。
  - 《檳榔傳》：講述關於傳說中「檳」「榔」兩兄弟的故事，及古時越南人婚禮使用檳榔的習俗。
  - 《一夜澤傳》：講述越南前李朝趙光復在一夜澤地區稱王的故事，以及關於一夜澤的神話傳說。
  - 《蒸餅傳》：以上古雄王時代為背景，講述一位王子靠蒸餅而感動父王取得繼位權的傳說。
  - 《西瓜傳》：以上古雄王時代為背景，講述西瓜傳入的傳說。
  - 《白雉傳》：講述有關中國古籍中南方越裳氏的情形。
- 卷二
  - 《李翁仲傳》：講述秦始皇時「李翁仲」的故事。
  - 《越井傳》：時代背景是任囂、趙佗攻入越南期間，崔偉遇上仙人及到訪「殷王城」的神仙故事。
  - 《金龜傳》：講述趙佗攻打安陽王時，安陽王女兒媚珠被趙仲始欺騙，將「神機弩」交給趙佗而導致亡國的傳說。
  - 《二徵夫人傳》：講述漢代時二徵起義的事跡及有關的神話傳說。
  - 《蠻娘傳》：講述漢末時期女子「蠻娘」身上的種種神話傳說。
  - 《南詔傳》：講述古代南越國滅亡後趙氏遺族活動及有關他們演變成南詔的說法。
  - 《蘇瀝江傳》：講述唐末高駢鎮守安南時，在蘇瀝江遇仙的神怪故事。
  - 《傘圓山傳》：講述升龍附近的傘圓山山神的神話傳說。
  - 《龍眼、如月二神傳》：講述黎桓得到龍眼江、如月江上的兩位仙人協助而擊敗宋軍的傳說。
  - 《徐道行、阮明空傳》：講述徐道行學習靈異術報仇、轉世成為李神宗，以及阮明空用法術替李神宗治病的神怪故事。
  - 《楊空路、阮覺海傳》：講述李朝時代楊空路、阮覺海兩位德高望重的禪師的故事。
  - 《何烏雷傳》：講述陳朝時，皇帝寵臣何烏雷與貴族婦女間的淫亂故事。
  - 《夜叉王傳》：講述「胡猻精國」的神話傳說。

## 研究價值

### 蘊含豐富的越南民間傳說故事
《嶺南摭怪》裡的故事內容，與越南傳說故事息息相關。學者戴可來說，它是「一部越南古代的民間傳說、故事和神話集」，雖然並非真實的史料，但郤可視為越南歷史裡的一些「史影」，對於研究越南文學史、文代史有重要的參考價值。

### 想像成份太多，與史實不符
《嶺南摭怪》裡的故事，往往夾雜了人們自己的想像。例如《董天王傳》，就創作了神童「扶董」協助雄王擊敗殷朝軍隊，殷王陣亡的故事。《南詔傳》裡將古代中國西南地區的南詔，說成是「南詔」一名由「南趙」訛誤而來，因此是「趙朝」遺族所建立。在《龍眼、如月二神傳》裡，誤把李常傑的《南國山河》，當作是協助黎桓的神仙所作。
正由於《嶺南摭怪》裡的故事內容，不少是古代越南人的想像及修飾而成，因而出現了學者戴可來所說的「越南史學界中的某些人，以《嶺南摭怪》中的神話傳說，來歪曲歷史，大做反華文章」的現象。

## 近今流傳及出版的情況
在武瓊、喬富以後，《嶺南摭怪》出現多種版本，故事篇幅，亦由二十多個至七十多個不等。在1960年代，北越及南越均有出版，並有了越南語譯本。在中國大陸，鄭州的中州古籍出版社於1991年，將《嶺南摭怪》、《嘉定城通志》及《河仙鎮協鎮鄚氏家譜》三種越南史料組成一部，由學者戴可來、楊保筠校注，編成左起橫排的簡體中文版。
在臺灣，臺灣學生書局於1992年（民國八十一年），發行了法國遠東學院出版，陳慶浩、鄭阿財、陳義等主編《越南漢文小說叢刊》當中收錄了陳義校點右起直排的正體中文版《嶺南摭怪列傳》，並增錄了16世紀中葉段永福加入的《續類》，列為第三卷，以及後世所編成的《嶺南摭怪外傳》。
套書《越南漢文小說集成》，由孫遜、鄭克夢、陳益源主編，第一冊即收錄《嶺南摭怪列傳》甲、乙、丙三版本，上海古籍出版社出版。

### 引用

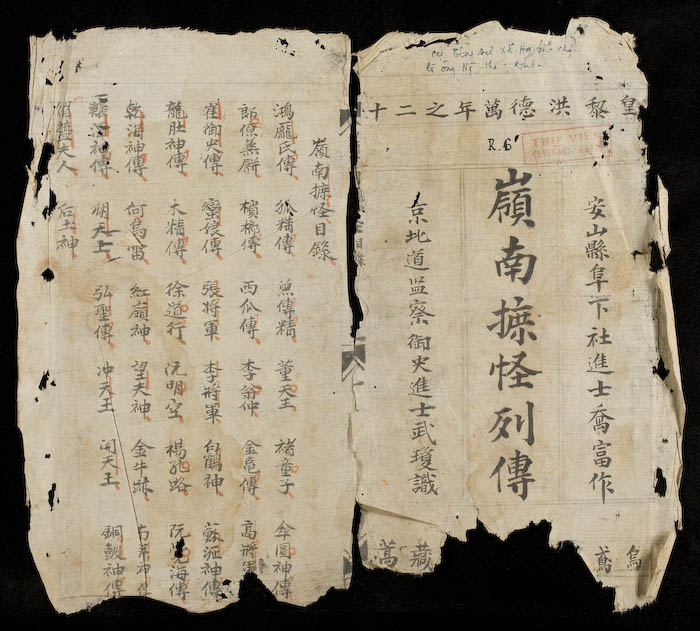
《嶺南摭怪》書影

1. ↑  Nhiều nơi viết "Lĩnh Nam chích quái". Tuy nhiên, chữ "trích" (摘) với nghĩa "chọn ra, trích ra" mới đúng. Xem từ điển Thiều Chửu （页面存档备份，存于） các âm "chích" và "trích".
2. ↑  戴可來《關於<嶺南摭怪>的編者、版本和內容》，附錄於《嶺南摭怪等史料三種》，257-260頁。
3. 1 2 3  《東南亞歷史詞典·「嶺南摭怪」條》，278-279頁。
4. 1 2 3  武瓊《嶺南摭怪列傳》「序」，《嶺南摭怪等史料三種》，3頁。
5. ↑  戴可來《關於<嶺南摭怪>的編者、版本和內容》，附錄於《嶺南摭怪等史料三種》，257-258頁。
6. ↑  戴可來《關於<嶺南摭怪>的編者、版本和內容》，附錄於《嶺南摭怪等史料三種》，264-266頁。
7. ↑  戴可來《關於<嶺南摭怪>的編者、版本和內容》，附錄於《嶺南摭怪等史料三種》，265頁。
8. ↑  《嶺南摭怪》《出版說明》，收錄於《越南漢文小說叢刊》第二輯第一冊《神話傳說類》，臺灣學生書局版，第3頁。
9. ↑  喬富《嶺南摭怪》「跋」（戴可來譯自越譯本），《嶺南摭怪等史料三種》，50頁。
10. ↑  戴可來《嶺南摭怪等史料三種》「前言」，1-2頁。
11. ↑  《嶺南摭怪·董天王傳》，收錄於《嶺南摭怪等史料三種》，15-16頁。
12. ↑  《嶺南摭怪·南詔傳》，收錄於《嶺南摭怪等史料三種》，32-33頁。
13. ↑  《嶺南摭怪·龍眼、如月二神傳》，收錄於《嶺南摭怪等史料三種》，37-38頁。
14. ↑  戴可來《關於<嶺南摭怪>的編者、版本和內容》，附錄於《嶺南摭怪等史料三種》，269頁。
15. ↑  戴可來《嶺南摭怪等史料三種》「前言」，1-4頁。
16. ↑  《嶺南摭怪》《出版說明》，收錄於《越南漢文小說叢刊》第二輯第一冊《神話傳說類》，臺灣學生書局版，第3-8頁。

## 外部連結
- （越南文）（中文）.   [2012-02-13]. （原始内容存档于2021-01-09）.